# Saint-Thomas, Haute-Garonne
Saint-Thomas är en kommun i departementet Haute-Garonne i regionen Occitanien i södra Frankrike. Kommunen ligger i kantonen Saint-Lys som tillhör arrondissementet Muret. År 2022 hade Saint-Thomas 614 invånare.

## Befolkningsutveckling
Antalet invånare i kommunen Saint-Thomas
Referens:INSEE